# Carenado

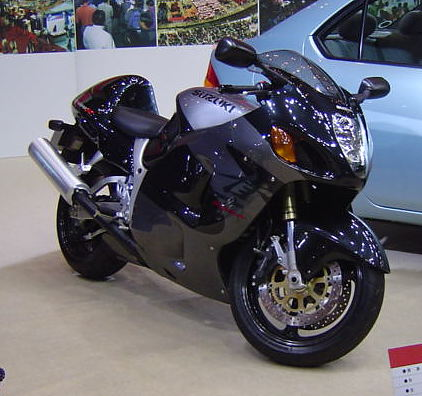
Suzuki GSX-1300R Hayabusa totalmente carenada, capaz de superar los 300 km/h.

En aviones, trenes, motocicletas y algunos tipos de automóviles de competición, se denomina carenado al revestimiento externo realizado con duraluminio, titanio, fibra de vidrio, fibra de carbono, plástico u otro material que se adapta al chasis con fines principalmente aerodinámicos, aunque también estéticos y por mantenimiento, es decir, para mantener protegidos de los fenómenos meteorológicos tanto el motor como otros equipamientos y dispositivos internos, y de este modo conservarlos de una degradación más severa.
Cuando los vehículos estaban principalmente recubiertos de chapas de metal, al oficio de quien preparaba o reparaba el carenado de un vehículo se lo designaba tradicionalmente como el oficio de «calderero», «chapista», o «chapista calderero». En la actualidad el metal es sólo uno de los materiales posibles a la hora de constituir el carenado de un vehículo, y por eso el término «chapista» tiende a reemplazar cada vez más al de «calderero».

## En las motocicletas
Habitualmente el carenado de una motocicleta se divide en 4 secciones:
- Cúpula: Ocupa la parte superior de la moto, cubriendo los faros e incorporando un parabrisas transparente.
- Quilla: Se localiza en la parte inferior, entre las ruedas y por debajo de los escapes.
- Laterales: Habitualmente son los elementos de unión entre cúpula y quilla, para dar continuidad a un carenado completo.
- Colín: Es independiente del resto de partes del carenado. Ocupa la parte trasera de la motocicleta y alberga el asiento del pasajero y la iluminación trasera.